# Rojals (Montblanc)
Rojals és una pedania de Montblanc (Conca de Barberà) que està situada a 979 metres d'altitud, a l'extrem nord-est de les Muntanyes de Prades. Des de l'església de Sant Salvador (origen s. XIII) podem gaudir de la vista panoràmica de la Conca fins als cims dels Pirineus.
Rojals es troba documentat l'any 1151. Inicialment era municipi amb les masies dels Cogullons, la Bartra i el Pinetell de Rojals. L'any 1940 s'agregà a Montblanc. L'any 2004 hi havia censades 28 persones.

## Llocs destacats
La zona de Rojals i els Cogullons ha estat habitada des del Neolític. Entre les restes que se'n conserven hi ha un gran nombre de pintures rupestres en pedres a l'aire lliure i coves.

## Festes populars més importants
Festa Major primer cap de setmana d'agost.

## Galeria de fotografies

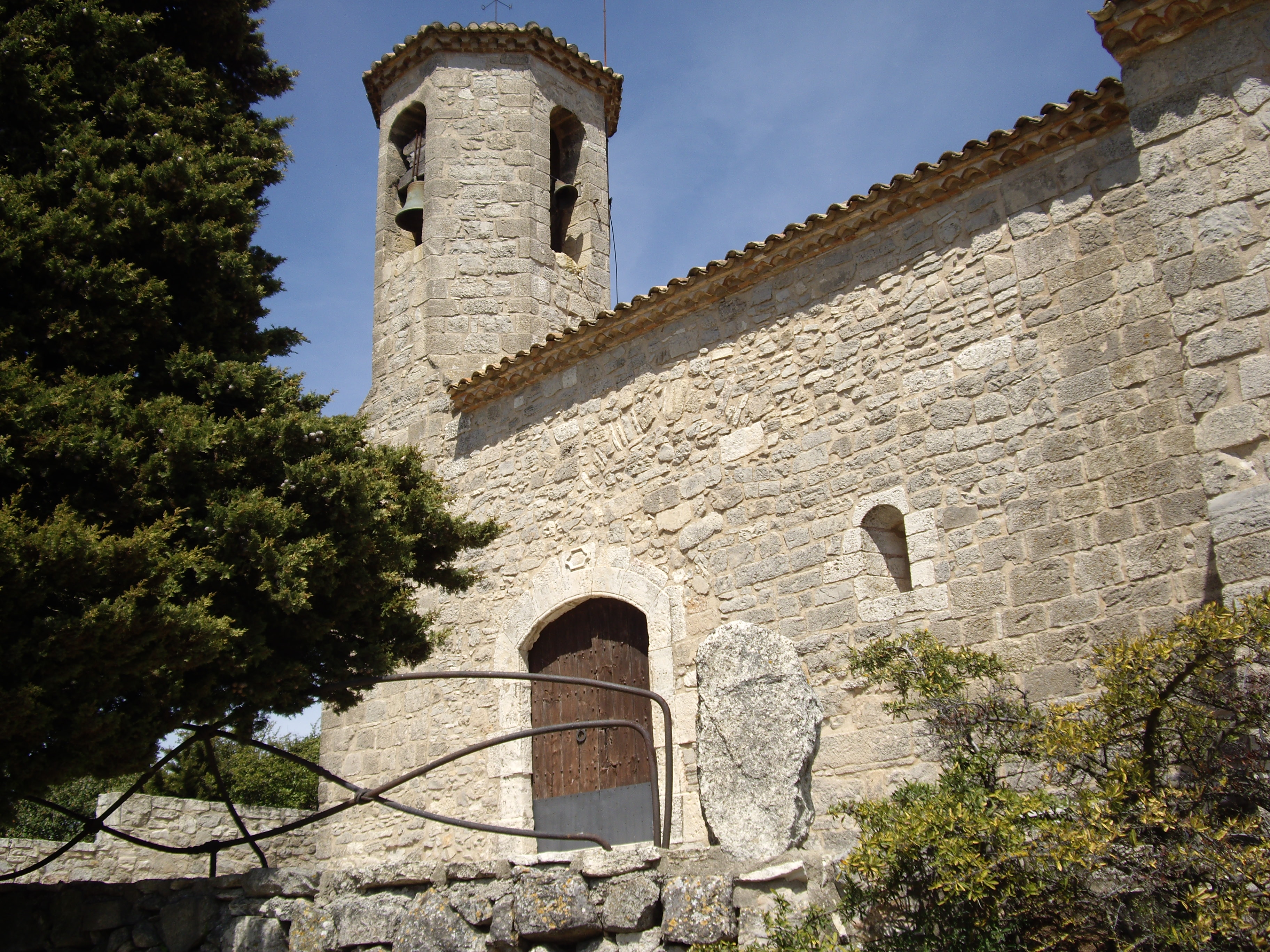
Església de Sant Salvador (origen s. XIII)
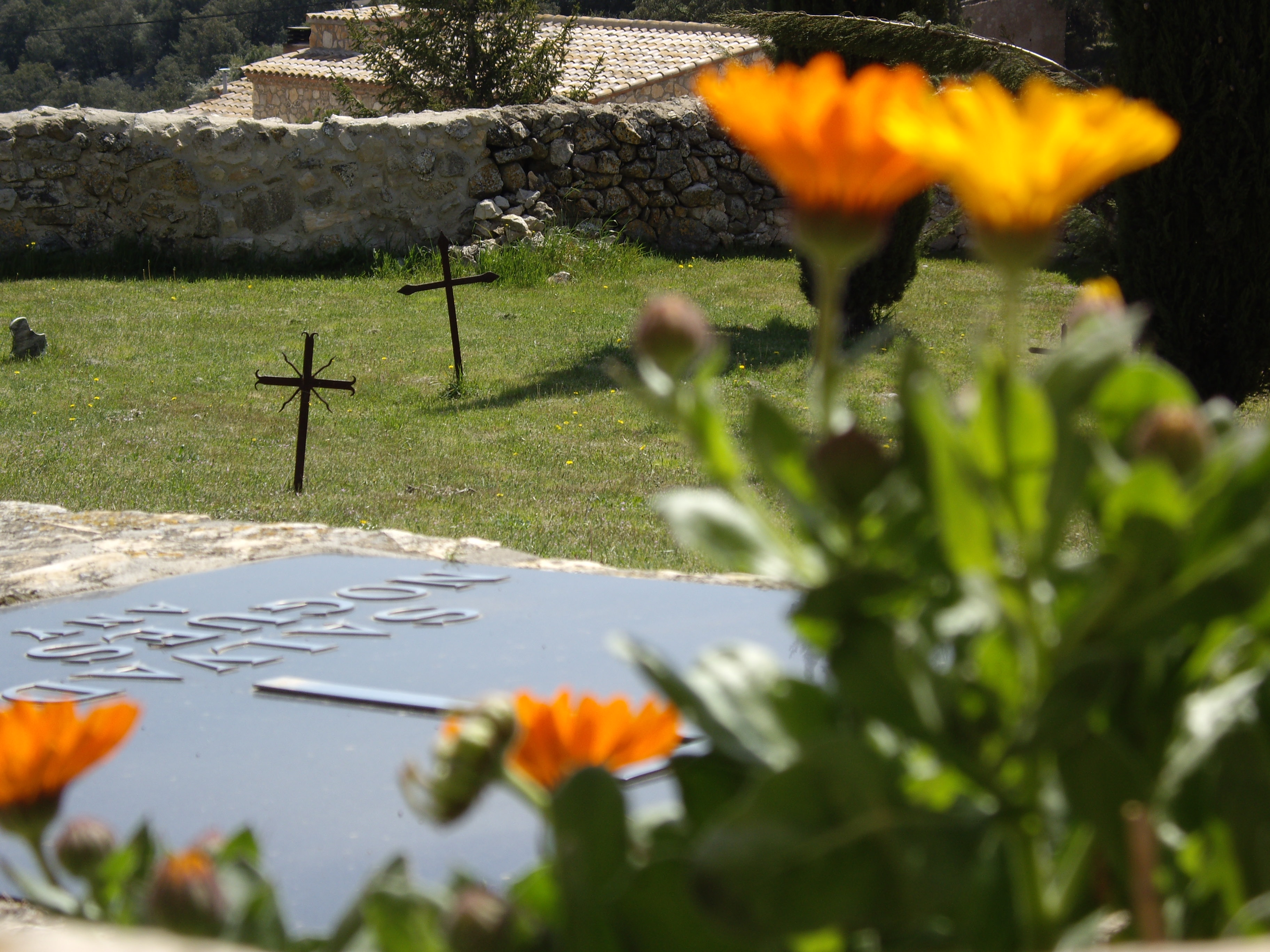
Vista parcial del cementiri
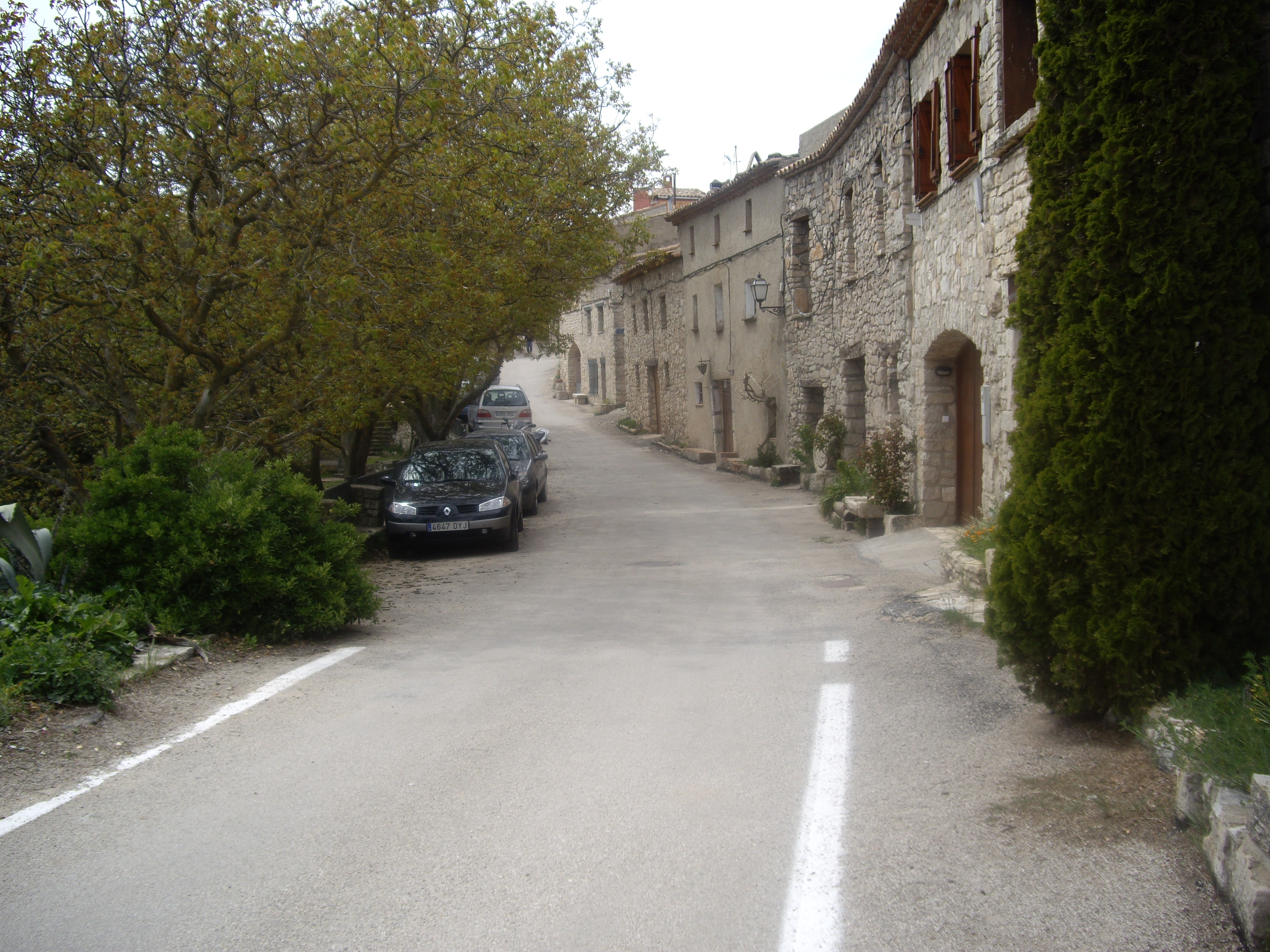
Vista del carrer Major
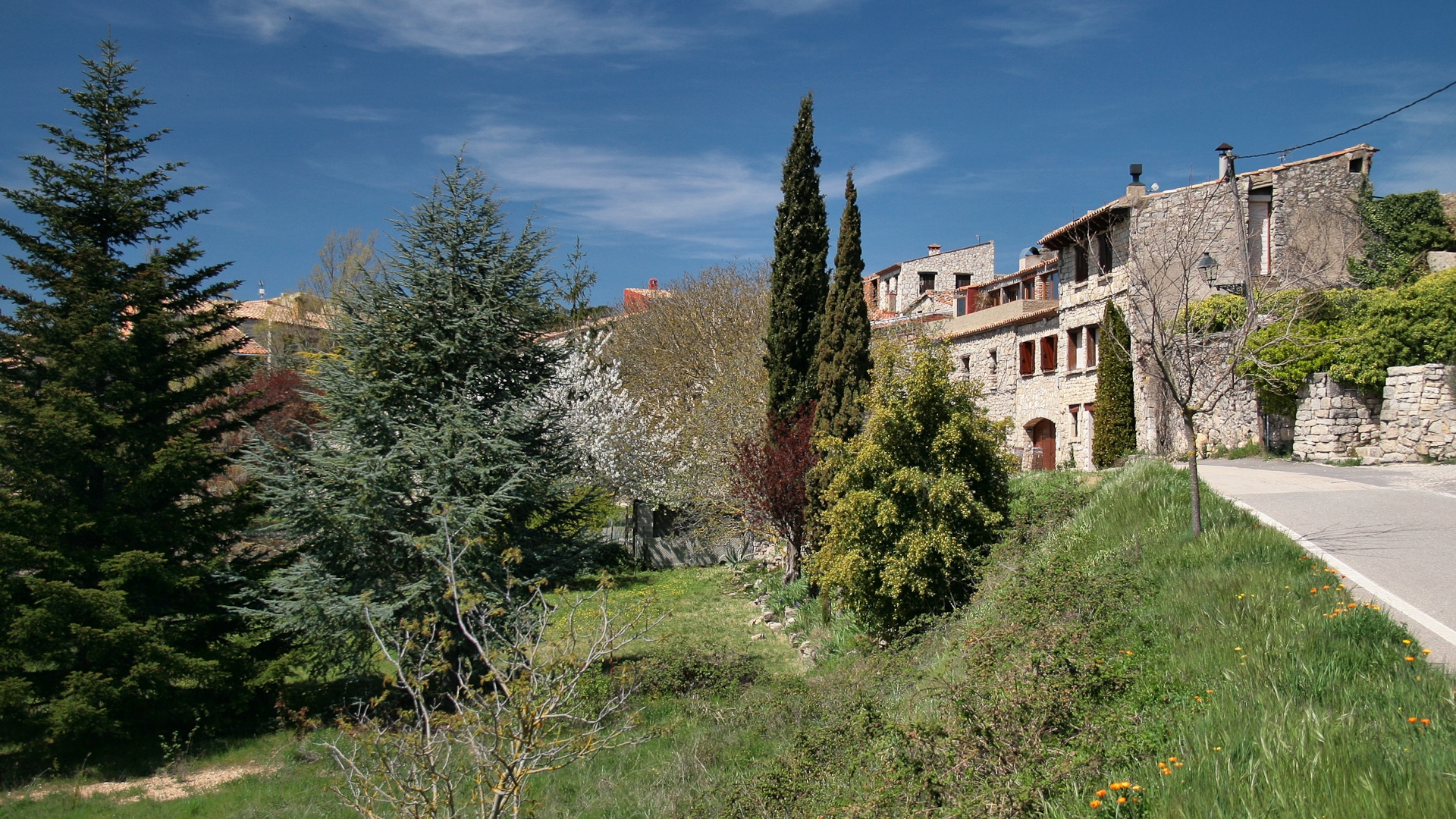
Vista del carrer Major
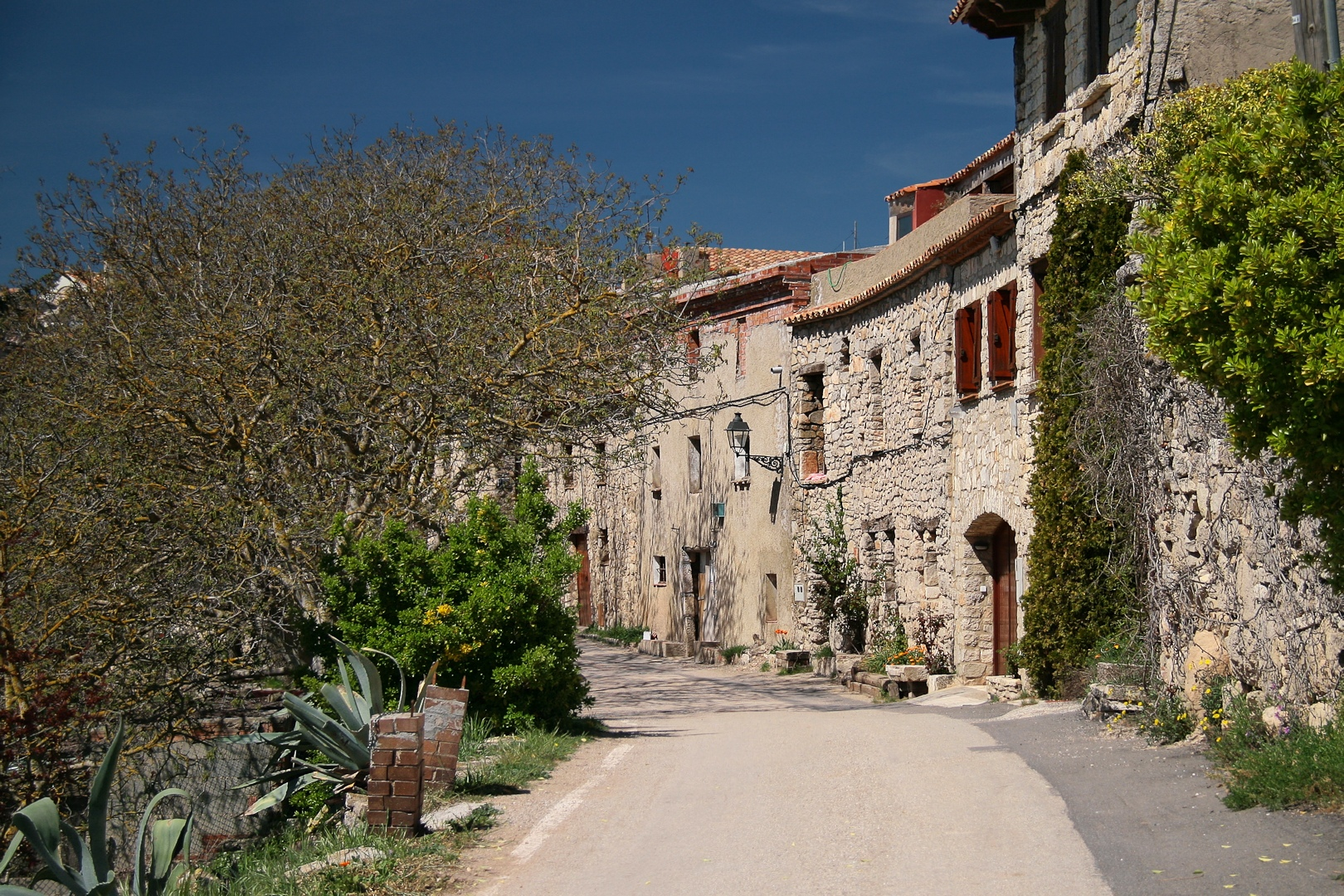
Vista del carrer Major